# Csernakeresztúr
Csernakeresztúr (románul: Cristur) falu Romániában, Erdélyben, Hunyad megyében.

## Nevének eredete
Mint a helységnevekben mindig, a Keresztúr itt is arra utal, hogy egykori templomát a Szent Kereszt tiszteletére emelték. Először 1302-ben de S. Cruce alakban említették, majd 1365-ben Kyriztur, 1367-ben pedig Kerezthur.

## Fekvése
Déva és Vajdahunyad közt félúton, a Cserna folyótól és a 68B úttól nyugatra fekszik.

## Népessége, nemzetiségek, vallások
- 1785-ben 302 civil és kb. száz határőr jogállású lakosa volt. Ugyanazon évben a vármegye 32, az ortodox főesperesség hetven ortodox családfőt írt össze benne.[2]
- 1850-ben 515 lakosából 460 főt írtak össze román, 44-et cigány és 11-et magyar nemzetiségűként; 230-at ortodox és 11-et református vallásúként. (A biztosok a reformátusok többségét is ortodox vallású románként írták össze.)
- 1910-ben 555 lakosából 396 volt román és 159 magyar anyanyelvű; 388 ortodox, 141 református és 25 római katolikus vallású.
- 2002-ben 1388 lakosából 791 volt magyar és 589 román nemzetiségű; 714 római katolikus, 545 ortodox, 107 református és 12 pünkösdista vallású.

## Története
Hunyad vármegyei kisnemesi falu volt, melynek lakói a reformáció idején református vallásra tértek. Az ő utódaikat a telepítés után „régi magyarok”-nak nevezték.
1733-ban 37 román családot is számon tartottak. Református egyháza 1766-ban már csupán Alpestes filiája. 1786-ban 317 lakosának 49%-a volt nemes, 27%-a jobbágy és 22%-a zsellér. 1766 és 1851 között az orláti román határőrezredhez tartozott. 1888-ban a község és a református gyülekezet közösen döntött református iskolájának államosításáról.
1910–1911-ben Barcsay Andor függetlenségi párti országgyűlési képviselő és Szabó Imre pénzügyigazgatósági számtiszt a korábban saját maguk által felvásárolt birtokra 620–630 bukovinai székelyt telepített részben az öt bukovinai székely faluból, részben az al-dunai telepes falvakból. A telepítéssel a korábbi faluhoz csatlakozva, attól délnyugatra egy „csángótelep” jött létre – a Csángó (Bukovina) utca környéke –, és a magyar anyanyelvűek többségbe kerültek a településen. A román többségű ófalu és a magyar telep közötti nemzetiségi–nyelvi megosztottság az eltelt száz évben némileg oldódott, de ma is azonnal érezhető. Az akkoriban hivatalosan is használt csángó szót a telepesek még gúnynévnek érezték, de az újabb nemzedékek önelnevezésükként fogadták el.
A faluban 1989 előtt is működött hagyományőrző tánccsoport. A lakók nagy része korábban a vajdahunyadi nehézipari üzemekben dolgozott. Az 1990-es években sok csángó család a falu kedvező adottságait kihasználva – könnyen megközelíthető és széles vidéken az egyetlen magyar többségű település – vendégszobát alakított ki vagy panziót nyitott.

## Látnivalók
- Vízimalom (a falutól keletre).
- A csángó tájház a Csángó (Bukovina) utcában.
- A régi református templom megmaradt tornya.
- A torony és a falu fölé emelkedő dombon az 1882-ben épült, faerkélyes ortodox templom.
- Az 1915–1916-ban épült római katolikus templom.

## Képek

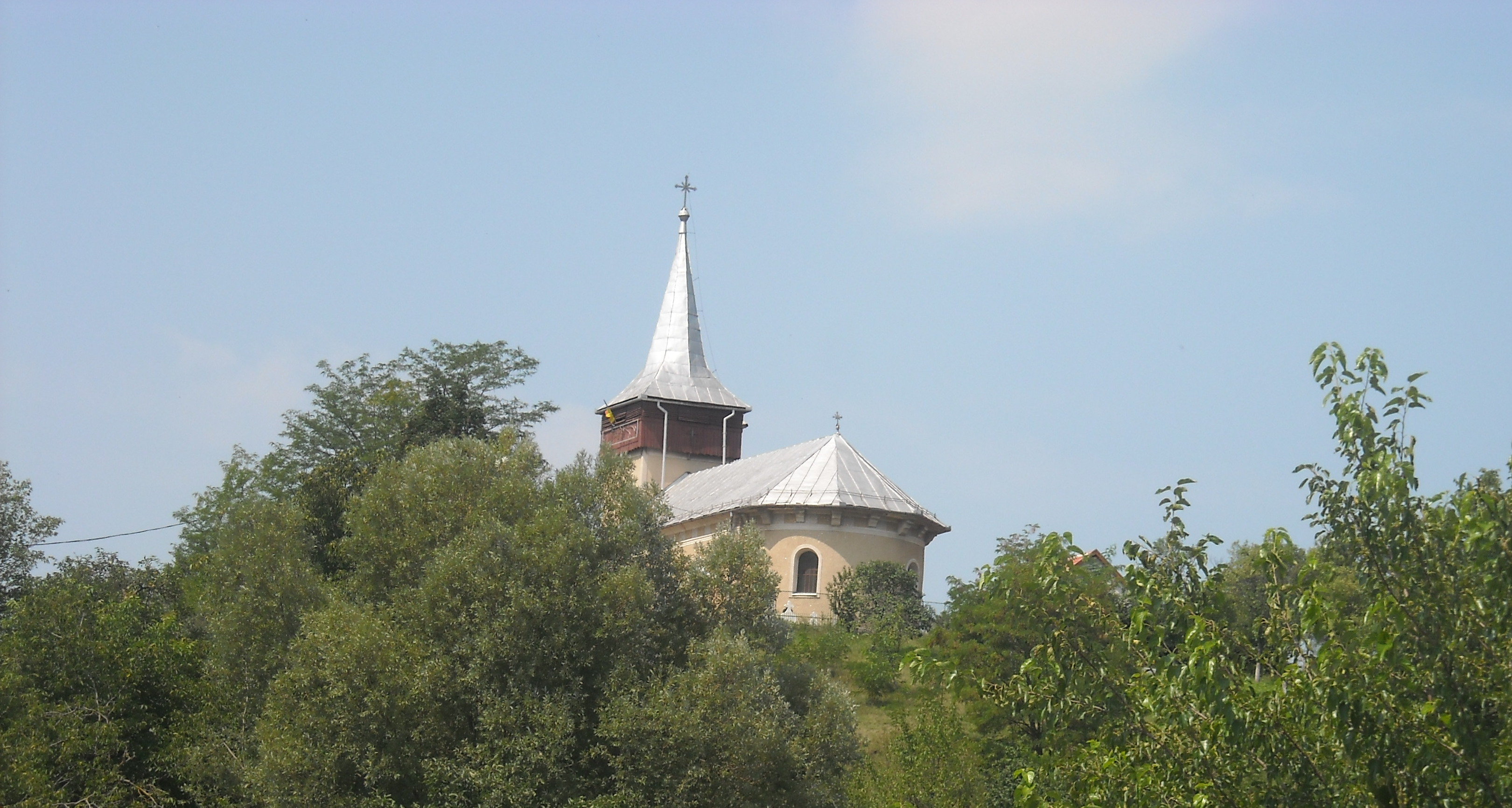
Az ortodox templom
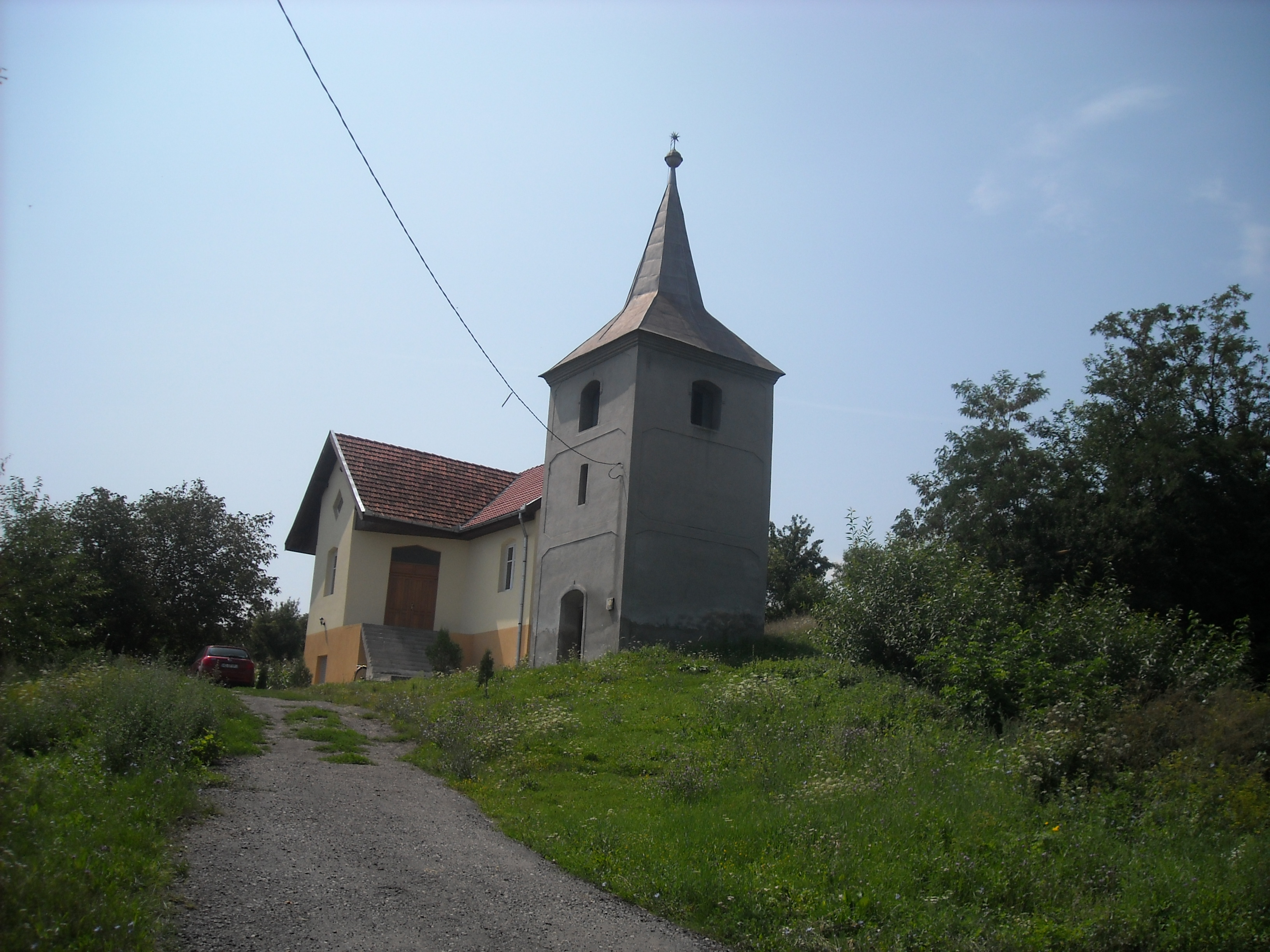
A református torony
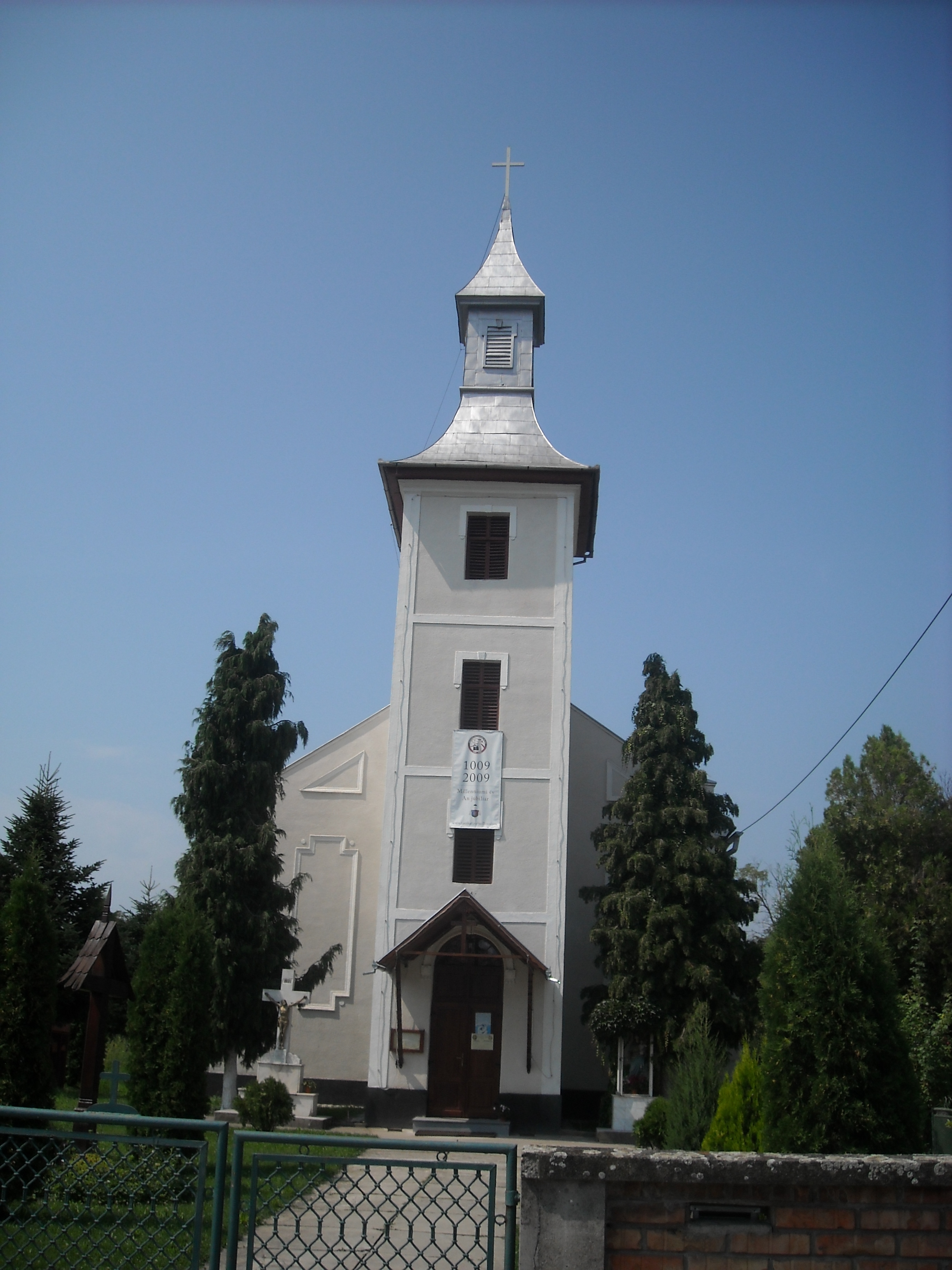
A római katolikus templom
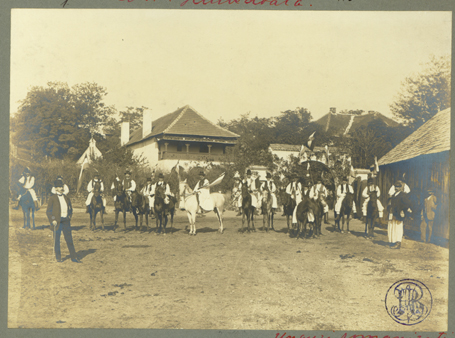
Bukovinai telepesek körmenete és székely anya gyermekeivel (Adler Lipót felvételei a 20. század elejéről)
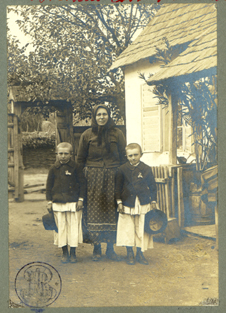